# Drenta Bluff
Das Drenta Bluff (englisch; bulgarisch връх Дрента wrach Drenta) ist ein 1076 m hohes und vereistes Kliff auf der Trinity-Halbinsel des Grahamlands im Norden der Antarktischen Halbinsel. Es bildet den südlichen Ausläufer des Louis-Philippe-Plateaus und ragt an der Nordseite des Benz-Passes in Entfernungen von 1,64 km nördlich bis westlich des Gigen Peak, 13,5 km südöstlich des Mount Ignatiev und 6,62 km südöstlich des Smin Peak auf. Das Verdikal Gap liegt westlich und der Cugnot-Piedmont-Gletscher ostnordöstlich von ihm.
Deutsche und britische Wissenschaftler nahmen 1996 die Kartierung des Kliffs vor. Die bulgarische Kommission für Antarktische Geographische Namen benannte es 2010 nach der Ortschaft Drenta im Norden Bulgariens.